# Сліпий П'ю
П'ю (Сліпий П'ю, англ. Blind Pew) — вигаданий пірат XVIII століття, персонаж роману Роберта Льюїса Стівенсона «Острів скарбів».

## Опис
П'ю — сліпий піратський ватажок, про якого відомо, що він втратив зір в тому ж бою, в якому Джон Сільвер втратив свою ногу. Становив разом з Флінтом, Джоном Сільвером і Чорним псом четвірку найлютіших і найнебезпечніших злочинців, що діють в романі Стівенсона. Загинув під копитами коня після погрому в корчмі «Адмірал Бенбов». Його вплив на інших піратів величезний. Навіть будучи сліпим, він наводить жах на Біллі Бонса, а Сільвер з повагою повторює його ім'я. Саме він керував атакою на корчму «Адмірал Бенбов».
Один з класичних прикладів відображення в літературі негативних забобонів, пов'язаних зі сліпими. Він поєднує в собі фізичне каліцтво і рідкісну злобу, його сліпота підкреслює темряву в його душі.